# فرمایلن فوندز
فرمایلن فوندز (بلژیکی: Vermeylenfonds) یک سازمان سوسیالیستی فرهنگی غیرانتفاعی فلاندری است. در سال ۱۹۴۵در بروکسل با هدف مطالعه و ادامه کار آگوست فرمایلن تأسیس شد. فرمایلن فوندز در چارچوب روند گسترش جنبش فلاندرز که تا آن زمان عمدتاً از سازمان‌های کاتولیک (Davidsfonds) و لیبرال (Willemsfonds) تشکیل شده بود، تأسیس شد. برای مدت طولانی فرمایلنفوندها نیز به عنوان یک گروه لابی در بحث سیاسی در فلاندر شرکت داشتند.